# Форт-Фейрфілд (Мен)
Форт-Фейрфілд (англ. Fort Fairfield) — місто (англ. town) в США, в окрузі Арустук штату Мен. Населення — 3322 особи (2020).

## Демографія
Згідно з переписом 2010 року, у місті мешкало 3496 осіб у 1494 домогосподарствах у складі 952 родин. Було 1674 помешкання
Расовий склад населення:
| - 96,5 % — білих - 0,9 % — чорних або афроамериканців - 0,5 % — корінних американців - 0,2 % — азіатів |

До двох чи більше рас належало 1,5 %. Частка іспаномовних становила 1,3 % від усіх жителів.
За віковим діапазоном населення розподілялося таким чином: 22,5 % — особи молодші 18 років, 60,3 % — особи у віці 18—64 років, 17,2 % — особи у віці 65 років та старші. Медіана віку мешканця становила 43,8 року. На 100 осіб жіночої статі у місті припадало 93,7 чоловіків;  на 100 жінок у віці від 18 років та старших — 90,4 чоловіків також старших 18 років.
Середній дохід на одне домашнє господарство  становив 57 172 долари США (медіана — 30 076), а середній дохід на одну сім'ю — 84 496 доларів (медіана — 65 288). Медіана доходів становила 40 697 доларів для чоловіків та 40 019 доларів для жінок. За межею бідності перебувало 16,5 % осіб, у тому числі 16,5 % дітей у віці до 18 років та 12,8 % осіб у віці 65 років та старших.
Цивільне працевлаштоване населення становило 1528 осіб. Основні галузі зайнятості: освіта, охорона здоров'я та соціальна допомога — 22,1 %, роздрібна торгівля — 15,4 %, виробництво — 14,3 %.